# Intelligent Music Project
Intelligent Music Project ist eine bulgarische Rockband.

## Geschichte
Die Band wurde von Milen Vrabenski 2010 gegründet. Er nahm sich zum Ziel, die bulgarische Musik und Kultur populärer zu machen.
Im Dezember 2021 wurden sie als Repräsentanten Bulgariens am Eurovision Song Contest 2022 in Turin bekannt gegeben. Die Gruppe schaffte es nicht, sich im 1. Halbfinale für das Finale zu qualifizieren.

## Diskografie

### Alben
- 2012: Azure Square - The Musical
- 2012: Intelligent Music Projekt I – The Power of Mind
- 2014: Intelligent Music Projekt II – My Kind O’Lovin’
- 2015: Intelligent Music Projekt III – Touching the Divine
- 2018: Intelligent Music Projekt IV – Sorcery Inside
- 2020: Intelligent Music Project V – Life Motion
- 2021: Intelligent Music Project VI – The Creation
- 2022: Intelligent Music Project VII – Unconditioned
- 2024: Intelligent Music Project VIII – Miracles Beyond

### Singles
- 2020: Every Time
- 2020: I Know
- 2021: Listen
- 2021: Sometimes & Yesterdays That Mattered
- 2021: Intention (feat. Ronnie Romero)
- 2022: New Hero